# Elsevier
Elsevier (čtěte: [ˈɛlzəvir]) je nizozemské vydavatelství, které vydává odbornou a lékařskou literaturu. Elsevier vydává ročně více než 500 000 článků ve 2 500 časopisech. Jeho archivy obsahují přes 17 milionů dokumentů a 40 000 elektronických knih. Celkový roční počet stažení publikací činí více než 1 miliardu.

## Historie
Společnost byla založena roku 1880. Název Elsevier byl převzat ze jména rodu Elzevierů – rodiny provozující původní vydavatelství od roku 1580. Spolupráce s různými osobnostmi, například i s Julesem Vernem[zdroj?] či Stephenem W. Hawkingem[zdroj?] vedla k vytvoření základů vydavatelské činnosti v oblasti vědy a medicíny.
Z malého nizozemského vydavatelství zaměřeného na odbornou literaturu se Elsevier postupně vypracoval v mezinárodní multimediální vydavatelskou společnost. Dnes je součástí Reed Elsevier group LPC, předního světového poskytovatele profesionálních informačních řešení v oblasti vědy, medicíny, práva a rizik, a také podnikatelských sektorů, které jsou společným vlastnictvím Reed Elsevier PLC a Reed Elsevier NV. V roce 2012 měla společnost obrat 2,063 miliard liber (o 0,2 % více než v roce 2011). Provozní zisk činil 780 milionů liber (o 1,6 % více než v předcházejícím roce).
Publikuje více než 2 000 časopisů a vydala již téměř 20 000 knižních titulů, včetně hlavních referenčních děl od Mosby a Saunders. Spolupracuje s celosvětovými vědeckými a zdravotnickými komunitami.

## Organizace
Společnost má dvě provozní divize:
- Science & Technology, jejímž cílem jsou akademické a vládní výzkumné organizace, podnikové výzkumné laboratoře, knihkupci, knihovníci, vědečtí výzkumníci, autoři a editoři.
- Health Sciences – cílovou skupinou pro tuto divizi jsou lékaři, zdravotní sestry, zdravotnické a pečovatelské školy a jejich studenti, výzkumní pracovníci, farmaceutické společnosti, nemocnice a výzkumné instituce.

## Produkty a služby
Produkty a služby vydavatelství (obou divizí) zahrnují tištěné a elektronické verze časopisů, učebnic a referenčních děl, které se zabývají tématy z oblasti medicíny, věd o živé a neživé přírodě a z oblasti humanitních a společenských věd.
Vydávají se ve 12 jazykových mutacích, zahrnujících například angličtinu, němčinu, francouzštinu, španělštinu, italštinu, portugalštinu, polštinu, japonštinu a čínštinu.
Mezi stěžejní publikace patří: The Consult series, Virtual Clinical Excursion a hlavní referenční práce jako Gray's Anatomy, Nelson Pediatrics, Dorland's Illustrated Medical Dictionary, Netter's Atlas of Human Anatomy a časopisy jako The Lancet a Cell.
Mezi hlavní produkty a služby patří také online informační databáze ScienceDirect, Scopus, Reaxys, Scirus, EMBASE, Engineering Village, Compendex, ClinicalKey, Cell, SciVal, Mosby's Nursing Suite nebo Pure.

## Kritika a diskuze k cenové politice
V uplynulých letech společnost čelila kritice za svoji cenovou politiku. Kritika se týkala přechodu společnosti k systému Open Access a cen jednotlivých produktů a služeb. V roce 2012 ve Spojeném království vznikla petice, kterou podepsalo 13 000 výzkumných pracovníků.[zdroj?]